# Ducado de Rausenbach
El Ducado de Rausenbach es un título nobiliario de carácter hereditario que desde su concesión en 1823 está en posesión de la familia Raus. El primer titular fue Juan Raus de Baviera (1778-1833). El título concedido originalmente fue el Ducado de Mérida que deriva de la ciudad del mismo nombre en la península de Yucatán en México.

## Historia
El 21 de julio de 1822 le fueron concedidos a Juan Ráus de Baviera los títulos Duque de Mérida y Príncipe Ráus por el emperador Agustín I de México en reconocimiento de sus “buenos y leales servicios a la nación y el Imperio de México”.
En 1823 la Casa Imperial de México autorizó el traspaso del título ducal al señorío de Rausenbach, creando así el Ducado de Rausenbach.
Al Ducado de Rausenbach van ligados los siguientes títulos:
- El Principado de Ráus fue otorgado conjuntamente con el Ducado de Mérida (1822)[3]
- El Señorío de Waldach es título que hace referencia al lugar de origen de la familia Raus en Alemania.[3]
- El Condado de Rausenbach es el título de cortesía del hijo primogénito del jefe de la casa desde 1823.

## Escudo de armas
Escudo cuartelado, en el primero y el cuarto campo de oro un águila exployada de sable encendida, armada y linguada de gules. En el segundo y tercer campo de sable un león rampante de oro, armado, linguado y timbrado de gules. Sobre todo el escudo azur a la banda de plata

## Lista de Duques de Rausenbach

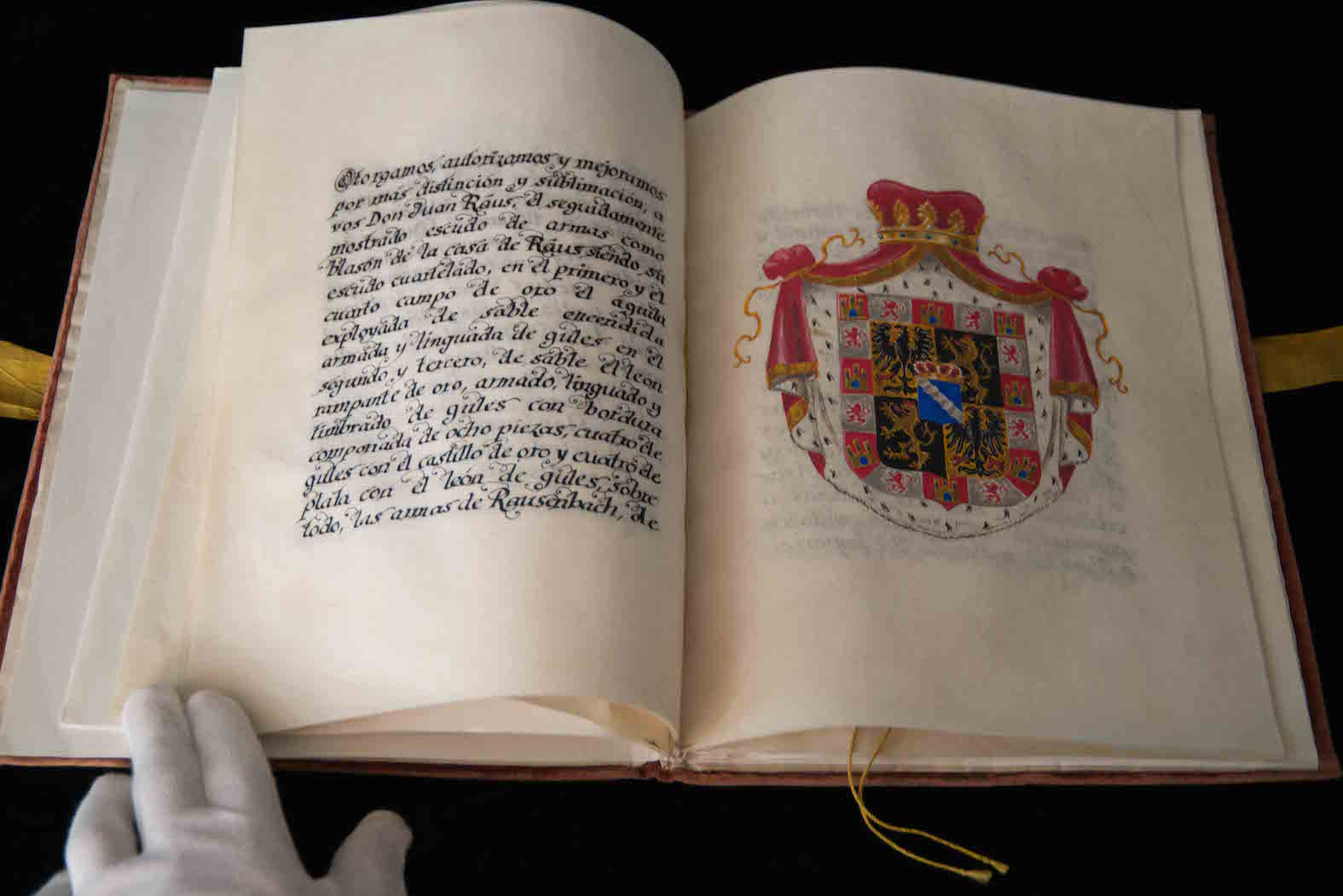
Diploma imperial de 1822 (otorgado para el príncipe don Juan Ráus de Baviera)

## Lista de Duques de Rausenbach[4][5]
|                                  | Titular                                                             | Periodo                          |
| Creación por Agustín I de México | Creación por Agustín I de México                                    | Creación por Agustín I de México |
| -------------------------------- | ------------------------------------------------------------------- | -------------------------------- |
| I                                | Juan Raus de Baviera, I Duque de Mérida y de Rausenbach (1778-1833) | 1822-1833                        |
| II                               | Jacobo Raus de Baviera, II Duque de Rausenbach (1808-1867(?))       | 1833-1867                        |
| III                              | Friedrich Raus de Baviera, III Duque de Rausenbach (1851-1877)      | 1867-1877                        |
| IV                               | Wilhelm Ernst Raus de Baviera, IV Duque de Rausenbach (1876-1922)   | 1877-1922                        |
| V                                | Albert Raus de Baviera, V Duque de Rausenbach (1912-1989)           | 1922-1989                        |
| VI                               | Helmut Artur Raus de Baviera, VI Duque de Rausenbach]] (1938-2015)  | 1989-2015                        |

## Nota
En la actualidad los títulos nobiliarios usados por la casa de Rausenbach son de uso privado y carecen de privilegios debido a que los estados sucesores de las monarquías otorgantes de estos títulos (Alemania, Austria, República Checa y México) abolieron la nobleza.